# Karolina Bosiek

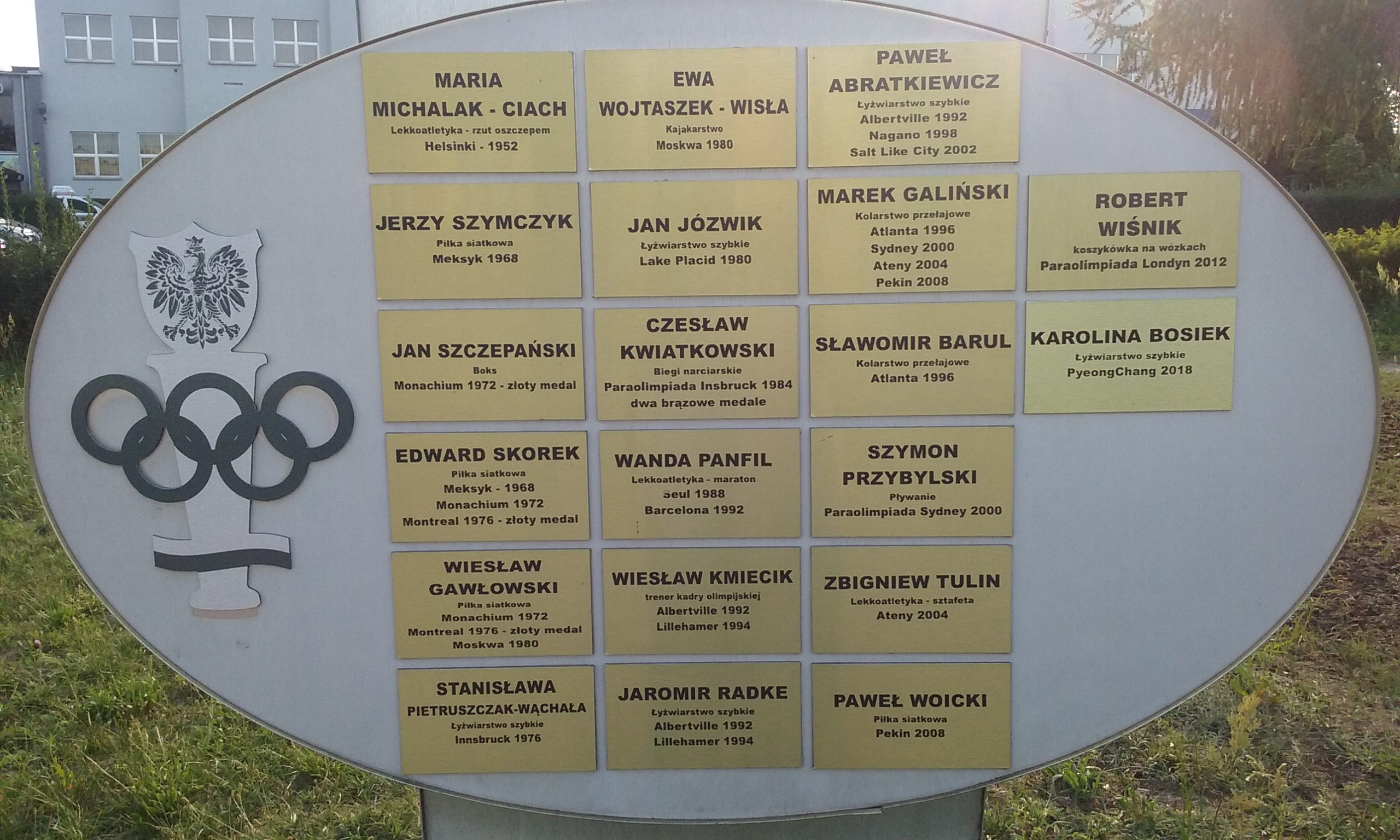
Karolina Bosiek wśród tomaszowskich olimpijczyków na tablicy pamiątkowej na skrzyżowaniu ulicy lekkoatletki Wandy Panfil z rondem Tomaszowskich Olimpijczyków

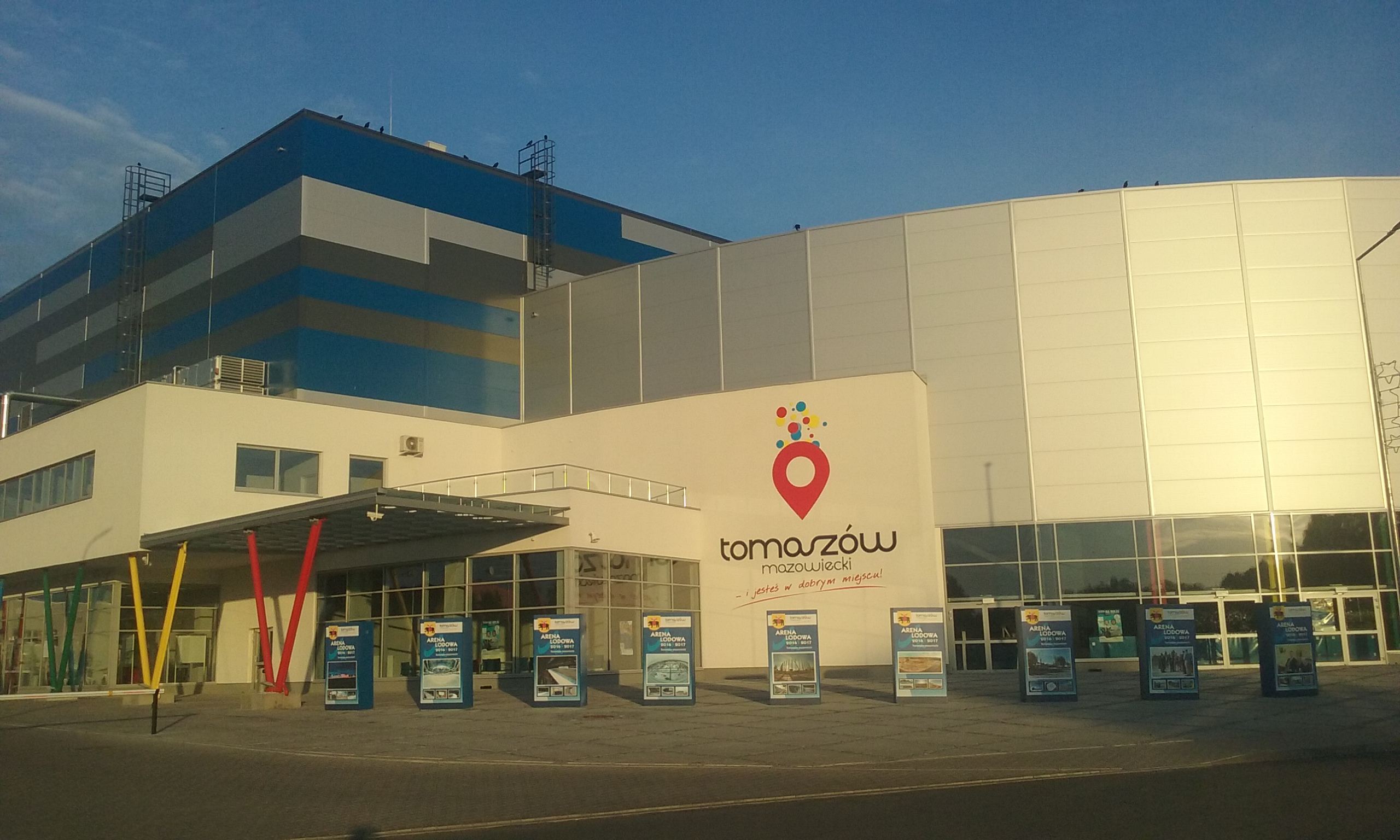
Pierwszy w Polsce całoroczny tor łyżwiarstwa szybkiego – Arena Lodowa Tomaszów Mazowiecki. Obiekt na którym trenuje Karolina Bosiek

Karolina Bosiek (ur. 20 lutego 2000 w Tomaszowie Mazowieckim) – polska panczenistka, dwukrotna medalistka mistrzostw świata i wielokrotna medalistka mistrzostw świata juniorów.

## Życiorys
Pochodzi z Ciebłowic, wsi pod Tomaszowem Mazowieckim.
Uczęszczała do III Liceum Ogólnokształcącego im. płk. Stanisława Hojnowskiego w Tomaszowie Mazowieckim.

## Kariera sportowa
Jazdę na łyżwach rozpoczęła w wieku 10 lat za namową koleżanki z gimnazjum.
Początkowo była zawodniczką IUKS 9 Tomaszów Mazowiecki, a potem przeszła do Pilicy Tomaszów Mazowiecki, gdzie trafiła do trenerki Jolanty Kmiecik. Następnie jej trenerem został najbardziej utytułowany polski trener – Wiesław Kmiecik, który obecnie zajmuje się szkoleniem reprezentacji juniorów. Jest reprezentantką KS Pilica Tomaszów Mazowiecki do dziś. Od końca 2017 Karolina Bosiek trenuje na pierwszym polskim całorocznym torze łyżwiarstwa szybkiego – Arenie Lodowej Tomaszów Mazowiecki.
Najmłodsza polska olimpijka w 2018 w Pjongczang.

### Osiągnięcia
- Brązowa medalistka mistrzostw świata juniorów w sprincie drużynowym (2016) – drużynę poza Bosiek tworzyły: Andżelika Wójcik i Kaja Ziomek[6].

- Podczas igrzysk w 2018 była najmłodszą polską olimpijką[7]. Bosiek zajęła 16. miejsce w wyścigu na 3000 metrów, 29. na 1000 metrów oraz 7. lokatę w biegu drużynowym (Bosiek wystąpiła w wygranym przez Polki biegu przeciwko Koreankom)[8].

- Wielokrotnie stawała na podium Pucharu Świata juniorów (na różnych dystansach)[9][10][11][12][13], w tym wygrane na 3000 metrów (Mińsk 2016[14] oraz Innsbruck 2018[15]).

- Punktowała w zawodach seniorskiego Pucharu Świata na różnych dystansach[16][17].

- Wielokrotna medalistka mistrzostw Polski[1] (w tym złoto w biegu masowym w mistrzostwach Polski 2017[18]).

- W 2016 roku została najlepszą sportsmenką Powiatu Tomaszowskiego[19].
- W 2023 roku razem z Damianem Żurkiem zdobyła srebrny medal podczas Pucharu Świata w Obihiro w Japonii. Polacy finiszowali z czasem 2:56.12. [20]